# Sommersonntag
Sommersonntag ist ein zehnminütiger deutscher Kurzfilm von Fred Breinersdorfer und Sigi Kamml.
Ausgezeichnet als erfolgreichster deutscher Kurzfilm 2008, wurde dem Film mit Axel Prahl in der Hauptrolle das Prädikat „besonders wertvoll“ zuerkannt. Im Kern der Handlung steht das Dilemma, den Tod einer Person in Kauf zu nehmen, um damit mehreren Personen das Leben zu retten, ein sogenanntes Trolley-Problem.
Die Kurzgeschichte „Midstate Bridge“ von Carson W. Stout war Inspiration für diesen und zwei weitere Kurzfilme: The Bridge (1978) und Most (2003).

## Handlung
Bruno Hansen ist Brückenmeister an der Hamburger Rethe-Hubbrücke. Er sorgt dafür, dass die Hubbrücke unten ist, wenn ein Zug durchfährt und dass sie oben ist, wenn ein Schiff durchfährt.
„Meine Ex hat ihn wieder nicht abgeholt!“ – sagt er an diesem Morgen zu seinem Kollegen Richard und erklärt so, warum er seinen gehörlosen Sohn Micha bei sich hat. Bewaffnet mit Stift und Papier und der Mütze seines Vaters macht sich Micha auf den Weg nach draußen, um ein Bild zu malen. Währenddessen kämpft sein Vater mit einem Stromausfall. Die Brücke ist oben, doch es nähert sich ein Zug. Durch einen Windstoß fällt die Mütze seines Vaters auf einen kleinen Vorsprung. Micha klettert ihr hinterher. „3 Minuten vor Zugeinfahrt muss die Brücke komplett geschlossen sein. Alles nach Plan“, erinnert sich Bruno Hansen. Doch da sieht er seinen Sohn unter der Brücke, dem Tode geweiht, da er die Warnrufe seines Vaters nicht hören kann.
Nun muss Bruno Hansen entscheiden: Opfert er 293 Zuggäste und lässt die Brücke oben oder opfert er das Leben seines Kindes und schließt die Brücke? Er lässt die Brücke herunter. Sein Sohn Micha stirbt.

## Realismus
Im realen Eisenbahnbetrieb stellt die Signalabhängigkeit des Stellwerks sicher, dass Zugfahrten nur über gesicherte Fahrstraßen zugelassen werden können. Das Deckungssignal der Brücke kann nicht auf Fahrt gestellt werden, solange die Brücke nicht geschlossen ist, und der Zug hätte vor dem Signal halten müssen.

## Auszeichnungen
- 1st Chinese International New Media Short Award, Shenzhen: Jury Panel's Special Innovation Award
- 6. Filmfest Eberswalde: Kurzfilmpreis „Das e“
- Erfolgreichster deutscher Kurzfilm 2008: FFA Presse
- Special Acknowledgement: Rutger Hauer I've seen Films Festival
- Best Editing Tanja Petry: Grand Off Festival, Warschau
- Bamberger Kurzfilmtage: Orlandopreis der Jugendjury 2009
- Ostfriesischer Kurzfilmpreis 2008
- IFK-Kurzfilm-Preis 2008
- Murnau-Kurzfilmpreis 2008[2]
- FBW Kurzfilm des Monats April 2008 – Prädikat „besonders wertvoll“[3]